# 1-2-Switch
『1-2-Switch』（ワンツースイッチ）は、任天堂より2017年3月3日に発売されたNintendo Switch用ゲームソフト。Nintendo Switchのローンチタイトルである。

## 概要
Nintendo Switchに付属する2つのコントローラ「Joy-Con」に搭載された機能「HD振動」「モーションIRカメラ」を活用するゲームを多数収録。通常、テレビゲームは画面を見ながらプレイするが、本作では一緒に遊んでいる人の反応をみながらプレイするスタイルとなっている。
プロデューサーの河本浩一は「パーティーの定番やいろいろなコミュニケーションのきっかけ作りになるよう『1-2-Switch』を開発した」と話している。
携帯モード非対応のため後に発売されたNintendo Switch Liteでは単体でのプレイができない（Joy-Conとその充電器を用意すればプレイ可能）。
また、2023年6月30日には本作の続編となる『エブリバディ 1-2-Switch!』が発売された。

## 収録ゲーム
本作はNintendo Switchが持つ様々なギミックを採用した多様なミニゲームが28種類収録されている。

### 対面ゲーム
ガンマン / Quick Draw
2人対戦用ゲーム。Joy-Conをピストルに見立てて早打ち対決を行う。単なる早打ち対決ではなく、Joy-Conが角度を認識するため、しっかりと相手に向けなければいけない。より速くより正確に相手を射抜いたプレイヤーの勝利。
コピーダンス / Copy Dance
2人対戦用ゲーム。対戦相手の取ったポーズをコピーする。ポーズを取るプレイヤーは一定回数で交代となり、より相手のポーズに近いポーズを取ったプレイヤーの勝利。
真剣白刃取り
2人対戦用ゲーム。一方がJoy-Conを使って降り下ろした刀をもう一方がタイミングよく受け止める。刀を降り下ろすプレイヤーは相手に受け止められないようにタイミングをずらすなどする。
ピンポン / Ping Pong
2人対戦用ゲーム。Joy-Conをラケットに見立てて卓球を行う。先に5ポイントを取ったプレイヤーの勝利。
ソードファイト / Sword Fight
2人対戦用ゲーム。Joy-Conを剣に見立てて戦う。斬ったり、守ったりの攻防を経て、先に相手を5回斬りつけたプレイヤーの勝利。
魔法使い / Wizard
2人対戦用ゲーム。互いにJoy-Conを突き出しながら魔法をぶつけ合う。相手のスキをついて相手に魔法をぶつけることができたプレイヤーの勝利。
電話番 / Telephone
2人対戦用ゲーム。Joy-Conを机の上などに置き、電話がかかってきたらJoy-Conを手に取る。先に電話を取ったプレイヤーの勝利。
モデルウォーク / Runway
2人対戦用ゲーム。リズムに合わせて歩き、ポーズを取る。このゲームはメリハリのあるウォーキングをすればするほど得点が上がり、得点が高いプレイヤーの勝利。
ビーチフラッグ / Beach Flag
2人対戦用ゲーム。Joy-Conを持ちながら2人が同時に走り始め、先にビーチフラッグを取ったプレイヤーの勝利。

### 新感覚ゲーム
ミルク / Milk
2人対戦用ゲーム。Joy-Conを上下に動かし、制限時間内にどちらが牛の乳を多く絞れるかを競う。
大食いコンテスト / Eating Contest
1人または2人用ゲーム。Joy-ConのモーションIRカメラの前で口を動かすことで、サンドイッチを食べる。
カウントボール / Count Balls
2人対戦用ゲーム。Joy-ConのHD振動を活かしたゲームで、Joy-Conをボールに入った箱に見立て、Joy-Conを動かすことで何個ボールが入っているかを当てる。より近い数を当てたプレイヤーの勝利。
金庫破り / Safe Cracker
2人対戦用ゲーム。Joy-Conを回し、繊細な振動を感じ取りながら金庫を開ける。先に金庫を開けたプレイヤーの勝利。
ソーダ / Soda
複数人対戦用ゲーム。Joy-Conを炭酸飲料の入ったボトルに見立てて、吹き出さないようにJoy-Conを振ったあと、別の人に渡す。プレイヤーは自分が振っているときに炭酸飲料が吹き出さないよう、振る回数に注意する。Joy-Conを持っているときに炭酸飲料が吹き出したプレイヤーの敗北。
ひげそり / Shaver
2人対戦用ゲーム。Joy-Conを電気シェーバーに見立てて、口元に当てながらひげを剃っていく。剃り残したひげが少ないプレイヤーの勝利。
赤ちゃん / Baby
1人用ゲーム。本体にJoy-Conを取り付けた「携帯モード」の形態で遊ぶ。本体を赤ちゃんに見立てて、泣かないようあやしながら世話をしていく。TVモードの場合は片方のJoy-Conを使って遊ぶ事もできる。
ジョイコン回し / Joy-Con Rotation
2人対戦用ゲーム。Joy-Conを揺らさないように回転させ、3回回した時点で多く回したプレイヤーの勝利。
ライアーダイス／Liar Dice
2人対戦用ゲーム。自分が手にしているサイコロの数が相手のJoy-Conに振動を通して伝わる。つまり、自分のサイコロの数がわからない状態で互いに駆け引きをしながら、サイコロの数をリセットをするか否かを決める。最終的にサイコロの数が多いプレイヤーの勝利。

## その他
米国任天堂は、バーモント州にある「Billings Farm & Museum」の酪農家からの挑戦を受け、本作の「ミルク」で対決した。また日本では、2017年5月27日に開催された牛乳のPRイベント「六本木牧場」の中で来場者が酪農家と「ミルク」で対決するイベントが行われた。逆に、動物愛護団体のPETAは「ミルク」を残酷な行為だと批判した。
タイトル画面や「あそび方ムービー」（収録ゲームの紹介）には実写映像が用いられている。